# Rio Birchii
O Rio Birchii é um rio da Romênia afluente do Rio Albioara, localizado no distrito de Bihor.